# Western Stars
Western Stars (Estrellas del Occidente o Estrellas occidentales en español) es el decimonoveno álbum de estudio del músico estadounidense Bruce Springsteen, publicado por la compañía discográfica Columbia Records el 14 de junio de 2019.
Fue producido por Ron Aniello y es el primer álbum de Springsteen con material original desde el lanzamiento de Wrecking Ball (2012). La canción «Hello Sunshine» fue publicada como primer sencillo el 26 de abril del mismo año.

## Antecedentes
Springsteen comentó en diciembre de 2018 que Western Stars estaba influido por la "música pop californiana de la década de 1970". Tras anunciar el disco en abril de 2019, lo definió como "un regreso a mis grabaciones en solitario con canciones basadas en personajes y con extraordinarios arreglos orquestales al estilo cinematográfico", con un comunicado de prensa caracterizarlo con una "gama de temas americanos, de carreteras y espacios desérticos, de aislamiento y comunidad y de la permanencia del hogar y la esperanza".

## Promoción y sencillos
El primer sencillo del álbum fue "Hello Sunshine", publicado el 26 de abril de 2019, junto con un vídeo musical. Le siguieron "There Goes A Miracle", publicado el 17 de mayo, "Tucson Train", publicado el 30 de mayo, y el tema homónimo "Western Stars" el 14 de junio, el mismo día del lanzamiento del álbum.

## Portada
La portada muestra a un caballo negro cruzando un terreno arenisco, con un cielo azul de fondo.

## Recepción
Western Stars debutó en el segundo puesto de la lista estadounidense Billboard 200, por detrás del álbum de Madonna Madame X, con 66 000 unidades vendidas. Supuso el vigésimo top 10 de Springsteen en el país. También alcanzó el primer puesto en países como Australia, Alemania, España y el Reino Unido.

## Lista de canciones
Todas las canciones escritas por Bruce Springsteen
| N.º   | Título                         | Duración |  |
| 1.    | «Hitch Hikin'»                 | 3:37     |  |
| 2.    | «The Wayfarer»                 | 4:18     |  |
| 3.    | «Tucson Train»                 | 3:31     |  |
| 4.    | «Western Stars»                | 4:41     |  |
| 5.    | «Sleepy Joe's Café»            | 3:14     |  |
| 6.    | «Drive Fast (The Stuntman)»    | 4:16     |  |
| 7.    | «Chasin' Wild Horses»          | 5:03     |  |
| 8.    | «Sundown»                      | 3:17     |  |
| 9.    | «Somewhere North of Nashville» | 1:52     |  |
| 10.   | «Stones»                       | 4:44     |  |
| 11.   | «There Goes My Miracle»        | 4:05     |  |
| 12.   | «Hello Sunshine»               | 3:56     |  |
| 13.   | «Moonlight Motel»              | 4:16     |  |
| 50:50 |                                |          |  |

## Posicionamiento en listas
| País                                | Posición |
| ----------------------------------- | -------- |
| Australia (ARIA)                    | 1        |
| Austria (Ö3 Austria)                | 1        |
| Bélgica (Ultratop flamenca)         | 1        |
| Bélgica (Ultratop valona)           | 3        |
| Canadá (Billboard Canadian Albums)  | 4        |
| República Checa (ČNS IFPI)          | 9        |
| Dinamarca (Hitlisten)               | 4        |
| Países Bajos (Album Top 100)        | 1        |
| Finlandia (Suomen Virallinen Lista) | 3        |
| Francia (SNEP)                      | 3        |
| Alemania (Media Control Charts)     | 1        |
| Hungría (MAHASZ)                    | 16       |
| Irlanda (IRMA)                      | 1        |
| Italia (FIMI)                       | 1        |
| Japón (Oricon)                      | 16       |
| Nueva Zelanda (Recorded Music NZ)   | 1        |
| Noruega (VG-lista)                  | 1        |
| Polonia (ZPAV)                      | 12       |
| Portugal (AFP)                      | 2        |
| España (PROMUSICAE)                 | 1        |
| Suecia (Sverigetopplistan)          | 3        |
| Suiza (Schweizer Hitparade)         | 1        |
| Reino Unido (UK Albums Chart)       | 5        |
| Estados Unidos Billboard 200        | 2        |